# Station Alkmaar
Station Alkmaar, geopend op 20 december 1865, is een station in de Nederlandse stad Alkmaar in de provincie Noord-Holland. Het station is een Waterstaatstation van de derde klasse en is een van de negen stations die ooit in deze klasse is gebouwd.

## Geschiedenis
Het station werd in gebruik genomen met de opening van de spoorlijn Den Helder – Alkmaar. Dit was de tweede door de Hollandsche IJzeren Spoorweg-Maatschappij (HSM) in gebruik genomen spoorlijn, na de spoorlijn Amsterdam - Rotterdam (de "Oude Lijn"). Het was een deel van de door de Staat der Nederlanden aangelegde spoorlijn Den Helder - Amsterdam (staatslijn K), aangelegd in 1865-1878.

## Gebouw
Het stationsgebouw van Alkmaar is een van de standaardstations van de Staatsspoorwegen, gebouwd in de jaren zestig van de 19e eeuw. Van de vier nog aanwezige stations van het Type SS derde klasse bevinden de andere drie zich langs de spoorlijn Harlingen - Nieuweschans (staatslijn B). Dit betreft Harlingen (1863), Leeuwarden (1863) en Winschoten (1865). Het gebouw was ontworpen door de ingenieur Karel Hendrik van Brederode. 
In tegenstelling tot de stations Harlingen en Winschoten zijn die van Alkmaar en Leeuwarden later grondig verbouwd. In Alkmaar werden in 1879 de beide uiteinden verhoogd. In 1908 zijn ook de vleugels ertussen verhoogd, zodat het hele gebouw twee verdiepingen kreeg. Aan het zuidelijke einde werd een korte aanbouw gemaakt, waardoor het station asymmetrisch is geworden. Voorts is het middengedeelte naar voren uitgebreid. In 1929 kwam ook aan de noordzijde nog een aanbouw tot stand. In de jaren zestig werd het middelste deel van de voorgevel ingrijpend gewijzigd. De stationshal kreeg een grotendeels uit glas bestaande voorzijde die het uiterlijk sterk veranderde.

## Elektrificatie van het spoor en sluiting van de tramlijnen
De spoorlijn van Amsterdam naar Alkmaar werd in 1931 geëlektrificeerd. De lijn via Heerhugowaard naar Den Helder werd in 1958 elektrisch en die van Heerhugowaard naar Hoorn in 1974.
In 1896-1897 werd de tramlijn Haarlem - Alkmaar geopend, die station Alkmaar echter niet aandeed maar als eindpunt de Nieuwlandersingel had nabij het centrum, maar op loopafstand van het station. Deze reed tot 1924.Van 1895-1931 had de Tramlijn Het Schouw - Alkmaar zijn eindpunt aan de noordzijde van het Noordhollandsche Kanaal, passagiers konden met een pont of een vlotbrug het station bereiken.  
In de eerste helft van de twintigste eeuw reden vanaf het station ook stoomtrams naar Egmond aan Zee, naar Bergen aan Zee en naar Schagen. Als laatste werd in 1955 de reizigersdienst naar Bergen aan Zee (bijgenaamd "Bello") gesloten. Het traject naar Schagen bleef tot Warmenhuizen nog in gebruik voor goederenvervoer, en werd in 1968 ook voor goederen gesloten.
Aan de spoorlijn richting Heerhugowaard ligt sinds 1980 de halte Alkmaar Noord.

## Verbouwing in 2014 en 2015
Van 9 maart 2014 tot 17 december 2015 is station Alkmaar verbouwd. Het station heeft een 12 meter brede traverse over de sporen gekregen die de stadsdelen daar beter met elkaar verbindt. Ook heeft de traverse liften gekregen zodat reizigers met kinderwagens, koffers, fiets, rolstoel of rollator gebruik ervan kunnen maken. De traverse is voorzien van OV-poorten en de overweg aan de oostkant van het station is gesloten. Hierdoor is de overstap tussen bus en trein langer geworden doordat mensen om moeten lopen via de traverse. Verder is er aan de centrumzijde een nieuwe fietsenstalling gebouwd met plaats voor 4000 fietsen en is het busstation vernieuwd. Aan de noordzijde is de Kruseman van Eltenweg verlegd om overlast voor omwonenden zo veel mogelijk te beperken. Dit creëerde ruimte voor mogelijke woningen en kantoren. Er ligt een parkeerterrein waar de kantoren hadden moeten komen. De traverse is ontworpen door architectenbureau VenhoevenCS.

## Afbeeldingen

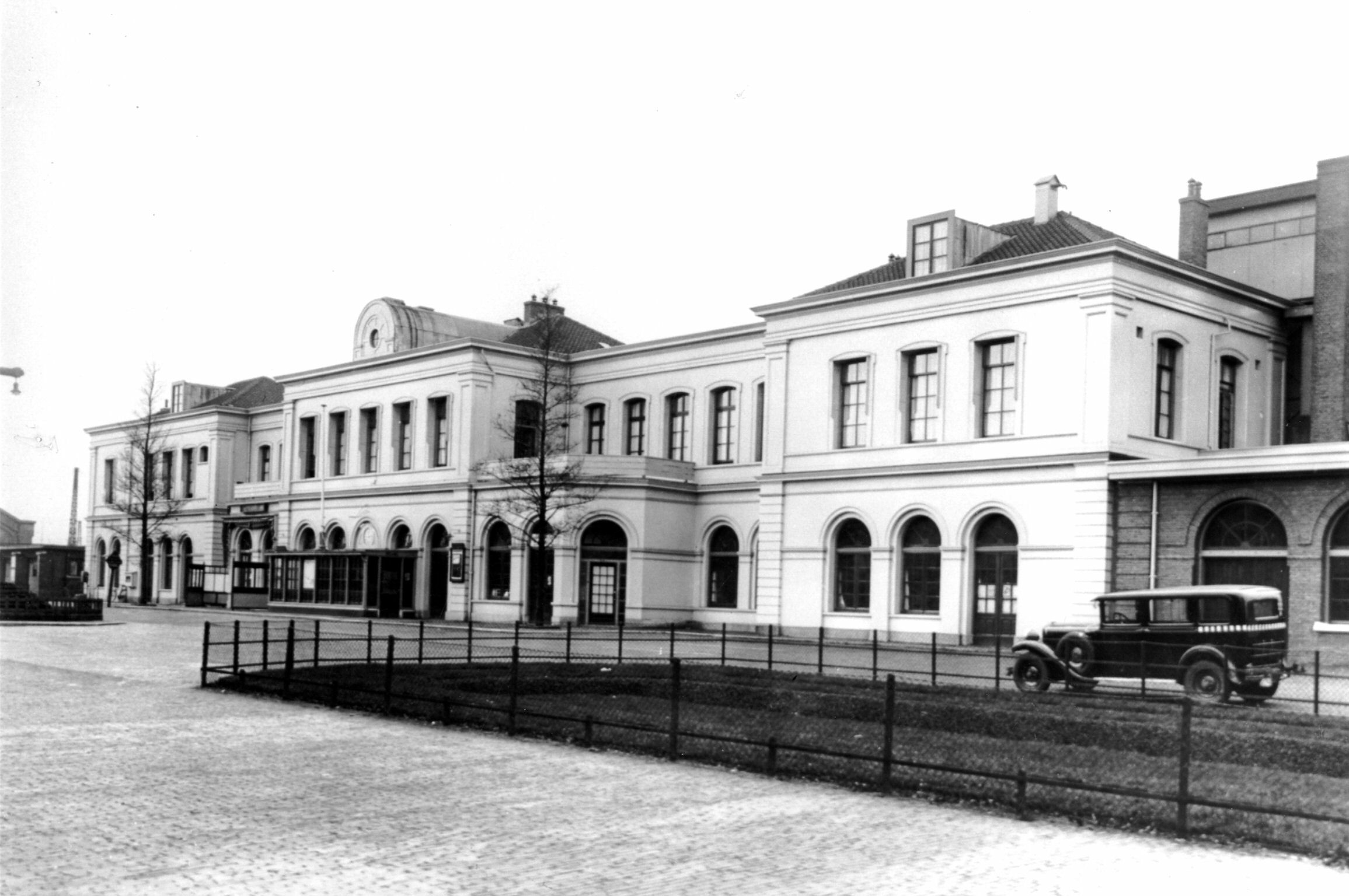
Station Alkmaar in 1937
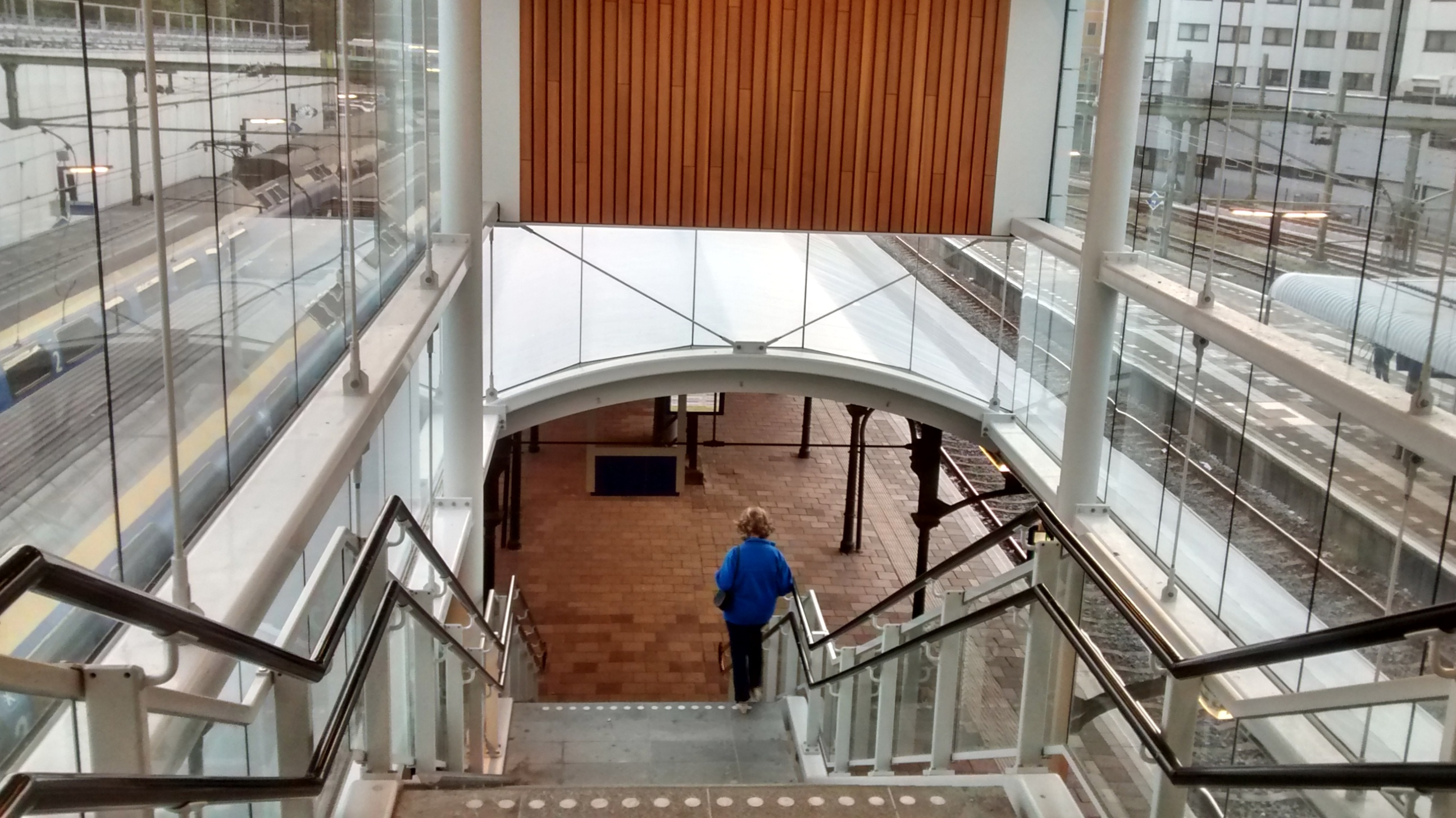
Alkmaar Station in 2016
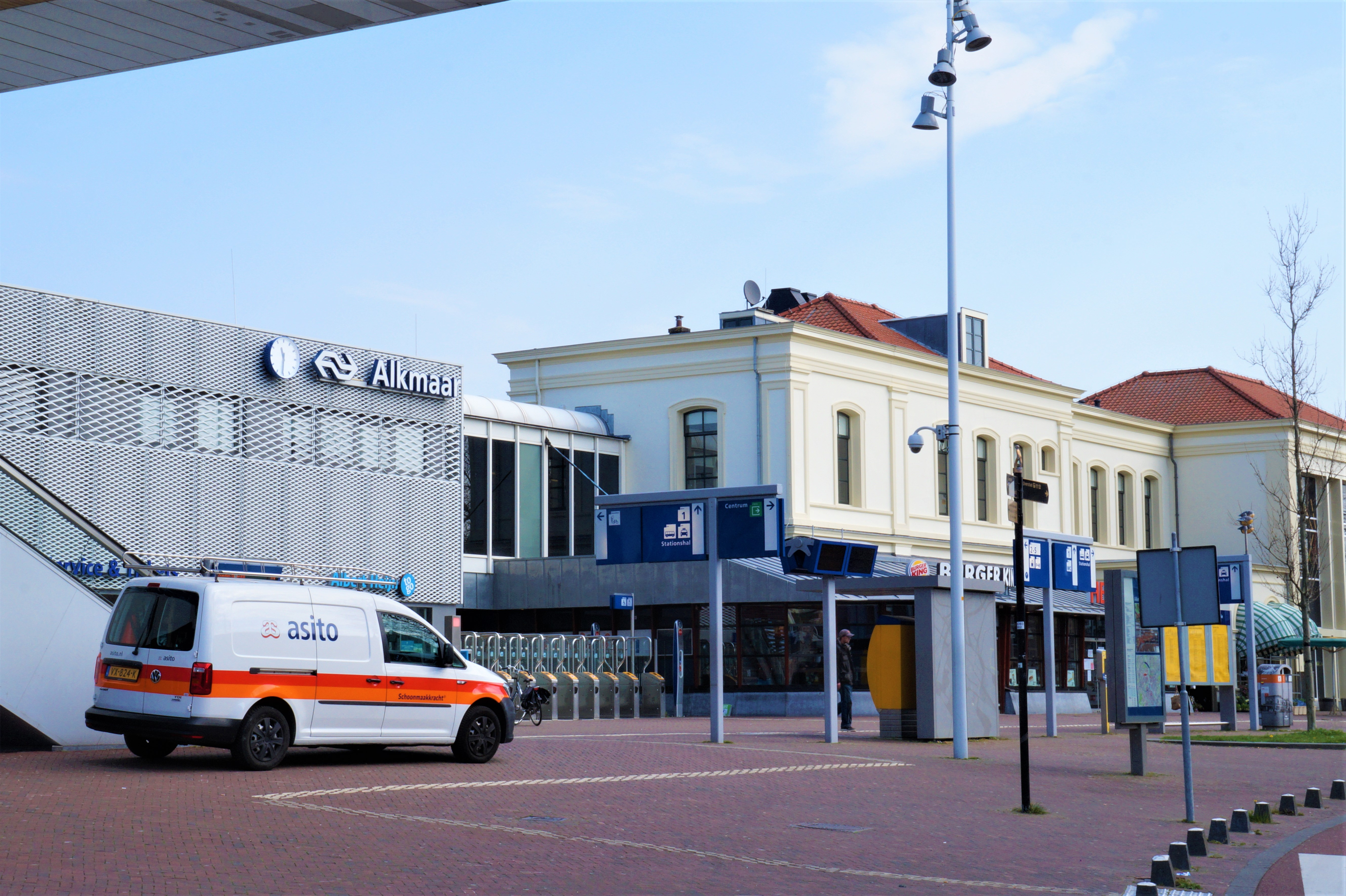
Station in 2020
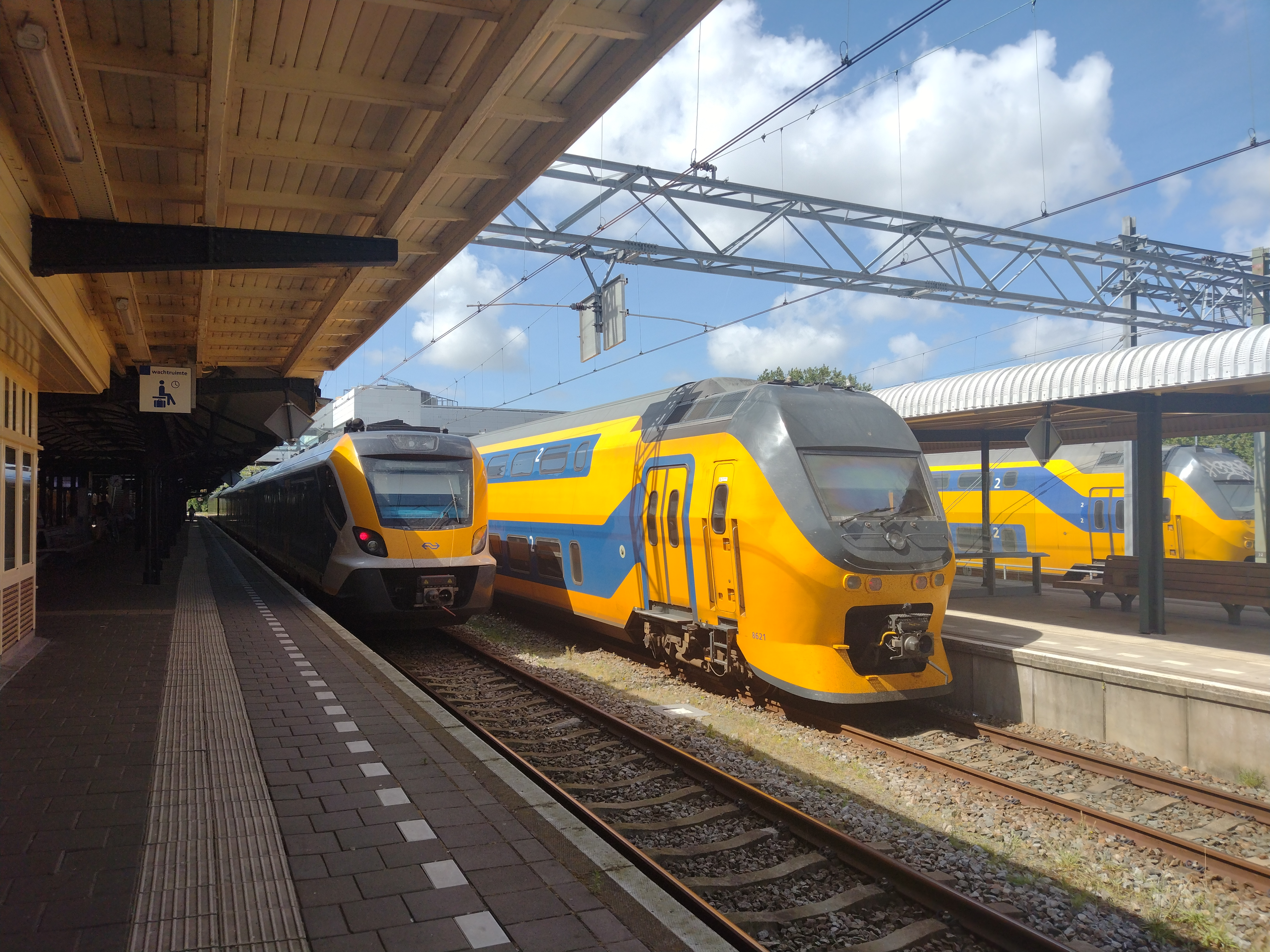
Treinen op het station
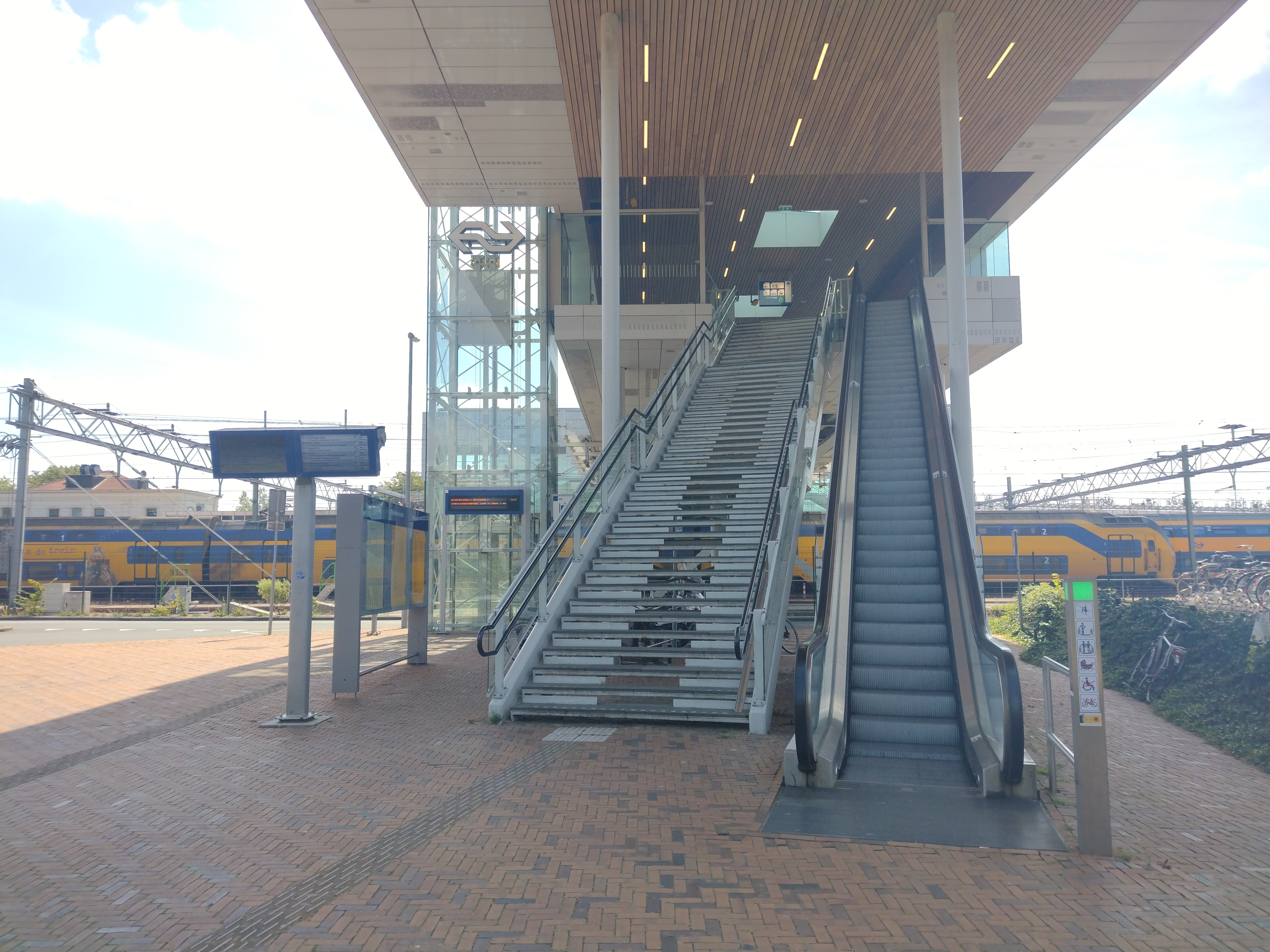
Achterzijde
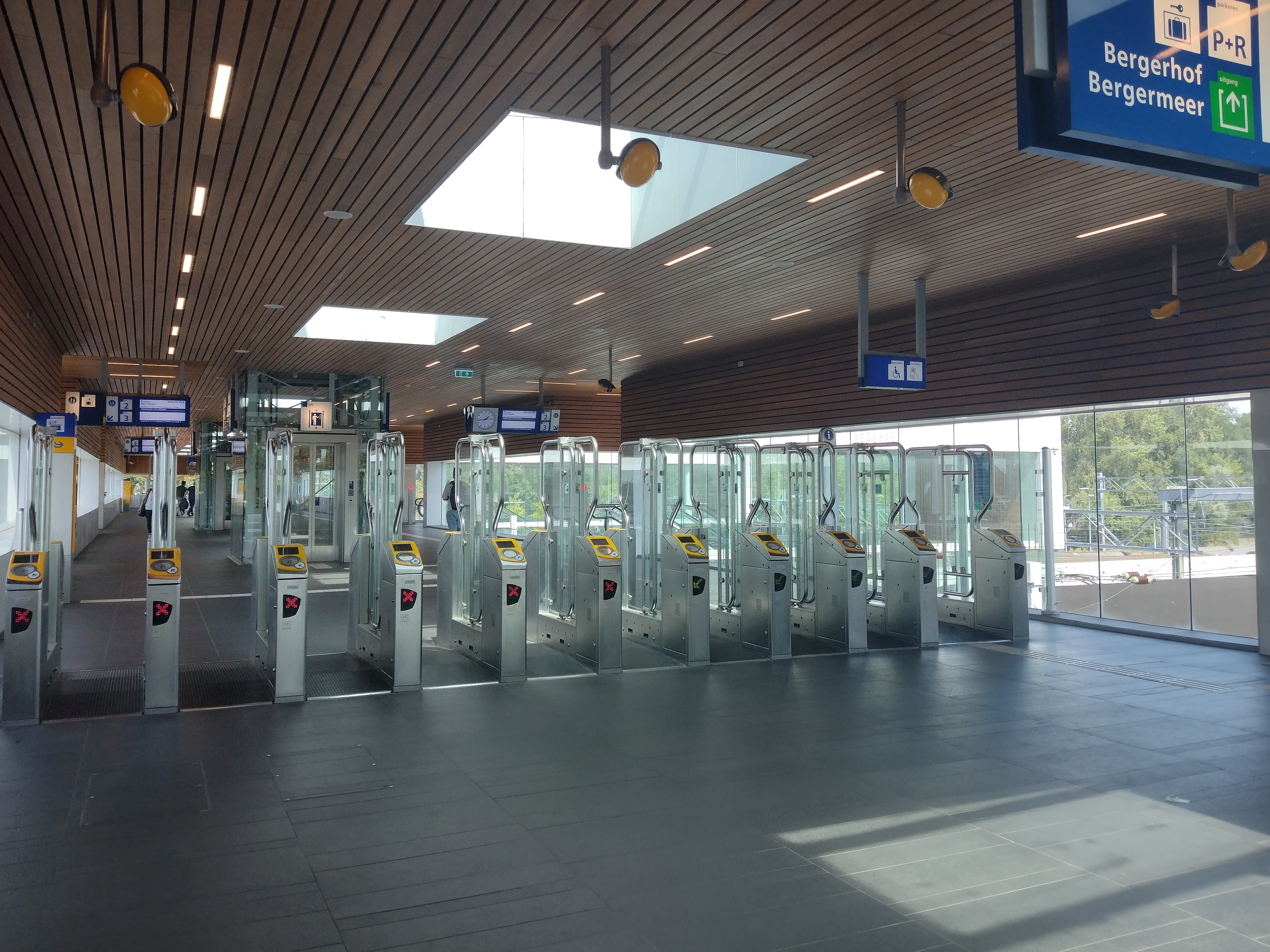
Loopbrug

## Treinen
In Alkmaar komen overdag voornamelijk intercitytreinen en de sprinter van Amsterdam naar Hoorn via Haarlem (en vice versa). De volgende treinseries stoppen in Alkmaar:
| Serie | Treinsoort     | Route | Bijzonderheden |
| ----- | -------------- | --- | --- |
| 2700  | Intercity (NS) | Maastricht – Sittard – Roermond – Weert – Eindhoven Centraal – 's-Hertogenbosch – Utrecht Centraal – Amsterdam Centraal – Alkmaar – (Den Helder)              | Rijdt van maandag t/m donderdag tot 20:00 uur tussen Alkmaar en Maastricht. Rijdt op vrijdag en in het weekend enkel tussen Alkmaar en Amsterdam Centraal. Tijdens de spits rijden 2 ritten in spitsrichting door van/naar Den Helder. Rijdt niet 's avonds na 20:00. Wordt na 20:00 uur, op vrijdag en in het weekend tussen Amsterdam Centraal en Maastricht vervangen door intercity 2900. |
| 3000  | Intercity (NS) | Nijmegen – Arnhem Centraal – Ede-Wageningen – Veenendaal-De Klomp – Driebergen-Zeist – Utrecht Centraal – Amsterdam Centraal – Zaandam – Alkmaar – Den Helder | Veenendaal-De Klomp wordt alleen na 19:00 bediend door deze serie. |
| 3400  | Intercity (NS) | Haarlem – Beverwijk – Alkmaar | Rijdt alleen in de spits in de spitsrichting. Rijdt niet op vrijdag. |
| 4800  | Sprinter (NS)  | Amsterdam Centraal – Haarlem – Alkmaar – Hoorn | Rijdt vanaf 20:00 uur één keer per uur tussen Alkmaar en Hoorn. |
| 21480 | Intercity (NS) | Amsterdam Centraal – Alkmaar | Nachtnet. Rijdt tweemaal per dag in de nachten van vrijdag op zaterdag en zaterdag op zondag in beide richtingen. |

## Overig openbaar vervoer
In 2016 is het busstation van station Alkmaar volledig gerenoveerd. De vertrekkende bussen staan op digitale borden aangegeven. Vanaf het busstation vertrekken bussen naar vele dorpen in het noorden van de provincie Noord-Holland. Het busvervoer rond Alkmaar wordt uitgevoerd door Connexxion in opdracht van de provincie Noord-Holland. De bussen rijden onder de merknaam/formule Overal, net als de overige bussen in de concessie Noord-Holland Noord. Binnen Noord-Holland Noord worden alleen lagevloerbussen ingezet. Naast de concessie Noord-Holland Noord rijdt er in Alkmaar een Qliner van Arriva Fryslân.
Een overzicht van de buslijnen op station Alkmaar per 4 mei 2025:
| Lijn       | Route                                        | Via | Bijzonderheden                                    |
| ---------- | -------------------------------------------- | --- | ------------------------------------------------- |
| Connexxion |                                              | |                                                   |
| 2          | Alkmaar Station - Vroonermeer-Noord          | Huiswaard, 't Rak, Daalmeer                                                                             |                                                   |
| 4          | Alkmaar Station - Daalmeer Rietschoot        | Zeswielen, Station Noord, Vroonermeer                                                                   |                                                   |
| 5          | Alkmaar Station - Daalmeer                   | | Ringlijn in één richting, tegengesteld aan lijn 6 |
| 6          | Alkmaar Station - Daalmeer                   | | Ringlijn in één richting, tegengesteld aan lijn 5 |
| 8          | Alkmaar Station - Overdie                    | NWZG, Oud-Overdie                                                                                       |                                                   |
| 9          | Alkmaar Station - Overdie                    | NWZG |                                                   |
| 10         | Alkmaar Station - Sint Pancras Kerkplein     | Oudorp                                                                                                  |                                                   |
| 123        | Alkmaar Station - Alkmaar Station            | Schermer, Stompetoren, Schermerhorn, Grootscherner, Graft, De Rijp, West-Graftdijk                      | Ringlijn in beide richtingen                      |
| 129        | Alkmaar Station - Purmerend Tramplein        | Schermer, Stompetoren, Schermerhorn, Noordbeemster, Middenbeemster, Zuidoostbeemster                    |                                                   |
| 151        | Alkmaar Station - Sint Maartenszee Goudvis   | Schoorl, Groet, Camperduin, Petten                                                                      |                                                   |
| 157        | Alkmaar Station - Schagen Station            | Schoorldam, Warmenhuizen, Tuitjenhorn, Dirkshorn                                                        |                                                   |
| 160        | Alkmaar Station - Heerhugowaard Centrumwaard | |                                                   |
| 162        | Alkmaar Station - Heerhugowaard Icaruslaan   | |                                                   |
| 163        | Alkmaar Station - Uitgeest Station           | NWZG, Akersloot                                                                                         |                                                   |
| 165        | Alkmaar Station - Egmond aan Zee Busstation  | Egmond aan den Hoef                                                                                     |                                                   |
| 166        | Alkmaar Station - Bergen Plein               | |                                                   |
| 167        | Alkmaar Station - Castricum Station          | NWZG, Heiloo, Limmen                                                                                    |                                                   |
| 169        | Alkmaar Station - Oudkarspel Haagwinde       | Broek op Langedijk, Zuid- en Noord-Scharwoude                                                           |                                                   |
| 251        | Alkmaar Station - Petten EHC                 | Sint Maartensvlotbrug, Sint Maartenszee                                                                 | Sneldienst                                        |
| 260        | Alkmaar Station - Heerhugowaard Stadshart    | | Sneldienst                                        |
| 269        | Alkmaar Station - Oudkarspel Haagwinde       | | Sneldienst                                        |
| 606        | Alkmaar Station - Bergen Europese School     | | Scholierenlijn                                    |
| N50        | Alkmaar Station → Den Oever Busstation       | Broek op Langedijk, Zuid- en Noord-Scharwoude, Heerhugowaard, Nieuwe Niedorp, Middenmeer, Wieringerwerf | Nachtbus, rijdt alleen op zaterdagnacht           |
| N60        | Alkmaar Station - Heerhugowaard Centrumwaard | | Nachtbus, rijdt alleen op zaterdagnacht           |
| Qbuzz      |                                              | |                                                   |
| 350        | Alkmaar Station - Leeuwarden Station         | Heerhugowaard, Den Oever, Afsluitdijk                                                                   | Qliner                                            |

## Voorzieningen
Op het station zijn diverse winkels aanwezig, loketten voor trein en bus, een bewaakte en onbewaakte fietsenstalling, een toilet en bagagekluizen.

## Ontwikkeling aantal reizigers
Het aantal door NS vervoerde reizigers (per gemiddelde werkdag) ontwikkelde zich sedert 2019 als volgt:
| Jaar | Aantal reizigers |
| ---- | ---------------- |
| 2019 | 22.018           |
| 2020 | 10.452           |
| 2021 | 10.725           |
| 2022 | 14.539           |
| 2023 | 15.851           |
| 2024 | 15.272           |